# 1698 Christophe
1698 Christophe (1934 CS) là một tiểu hành tinh vành đai chính được phát hiện ngày 10 tháng 2 năm 1934 bởi Delporte, E. ở Uccle.